# Artturi Järviluoma
Kustaa Artturi  Järviluoma (jusqu'en 1902 Jernström, nom d'artiste Köpi; né le 9 août 1879 à Alavus – décédé le 31 janvier 1942 à Helsinki) est un  journaliste, scénariste et écrivain finlandais. 
L'œuvre la plus connue de Järviluoma est la pièce de théâtre Pohjalaisia, à partir de laquelle Leevi Madetoja composera plus tard son opéra Pohjalaisia.

## Son influence
La pièce Pohjalaisia a été traduite dans de nombreuses langues: en estonien, en suédois, en polonais, en russe, en letton, en lituanien, en hongrois, en français, en anglais, en hollandais… en allemand, en roumain. L'œuvre a été éditée sous forme de livre en russe (1917), en estonien et en lituanien.
La pièce Pohjalaisia a été jouée dans de nombreux pays et même durant la Seconde Guerre mondiale, en Hongrie en 1940 et en Roumanie en 1943, ainsi qu'en DDR en 1957 (sous le nom Das Dorfgericht: Das Plauener Stadttheter 13.3.1957),.
En 2006, Pohjalaisia a été jouée en italien à Bologne.
La pièce Meijeri était encore jouée en 2009.

## Œuvre

### Pièces de théâtre
- (fi) Pohjalaisia. Kansannäytelmä kolmessa näytöksessä., Porvoo, Söderström, 1914[8]
- (fi) Meijeri, Porvoo, Söderström, 1925, 141 p.
- (fi) Vain ihmisiä, Söderström, 1933, 142 p.
- (fi) Pojusta tulee sotamies, Söderström, 1940, 22 p.
- (fi) Sovun soihtu, 1934

### Chroniques
Il écrit des chroniques sous son propre nom et aussi avec les pseudonymes de Köpi ou de Helena
- Helena, Recueil de chroniques : Kulmapeilistäni, 1936

### Éditions
- Suomen Laulu : Juhlajulkaisu 1900–1920, 1920
- Vaasan suomalainen lyseo : 1880–1930, 1930
- Etelä-Pohjalaisten Laulukirja, Etelä-Pohjalainen Osakunta, 1931

### Scénario de films
- Kun isällä on hammassärky, 1923
- Nummisuutarit, 1923
- Pohjalaisia, 1925
- Roinilan talossa, 1935
- Pohjalaisia, 1936
- Rakkautta ja tupakkaa, 1938